# George Bell
George Antonio Bell Mathey (nacido el 21 de octubre de 1959 en San Pedro de Macorís) es un ex jardinero izquierdo dominicano que jugó en las Grandes Ligas de Béisbol. Bell fue MVP de la Liga Americana y jugó en 12 temporadas con los Azulejos de Toronto (1981, 1983-1990), los Cachorros de Chicago (1991) y Chicago White Sox (1992-1993). Bell es el hermano mayor del también ex Grandes Ligas Juan Bell.

## Carrera
Bell fue descubierto en la República Dominicana por el scout de los Filis de Filadelfia Epy Guerrero. Su primera temporada como regular fue en 1984, cuando se unió a Lloyd Moseby y Jesse Barfield para formar un jardín muy exitoso para los Azulejos. Ese jardín, junto con algunos sólidos lanzadores, llevó a los Azulejos a su primer título de la División Este de la Liga Americana en 1985. Bell atrapó un elevado de Ron Hassey para el último out en la victoria 5-1 sobre los Yanquis de Nueva York el 5 de octubre dándole esa victoria el título de la división a los Azulejos. A pesar del promedio de .321 de Bell en la Serie de Campeonato de la Liga Americana, los Azulejos perdieron ante los Reales de Kansas City.
Su mejor temporada fue en 1987, cuando lideró a los Azulejos en una inspiradora carrera por el título de la división, finalmente, cayeron dos juegos por debajo de los Tigres de Detroit. Bell terminó con .308 de promedio, .352 en porcentaje de embasado, .608 en slugging, 111 carreras, 47 jonrones y 134 carreras impulsadas. Fue galardonado con el premio de MVP de la Liga Americana ese año.
El 4 de abril de 1988, Bell se convirtió en el primer jugador de las Grandes Ligas en batear tres jonrones en un día de apertura (todos al lanzador Bret Saberhagen), pero el resto del año no estuvo al nivel de los últimos años, ya que tuvo algunos conflictos con el mánager de los Azulejos Jimy Williams. Bell se convirtió en agente libre después de la temporada de 1990 y firmó con los Cachorros. Después de un año con los Cachorros, fue traspasado a los Medias Blancas por Sammy Sosa y Ken Patterson.
Jugó dos años con los Medias Blancas, donde registró 25 HR y 112 RBI en 1992. En 1993 tuvo una mala temporada, en parte debido a una lesión en la rodilla. Fue enviado a la banca en la Serie de Campeonato contra su exequipo, los Blue Jays, y fue dejado en libertad al final de la temporada, tras la cual anunció su retiro.
Bell fue un potente free-swinger, por lo general registraba un buen porcentaje de slugging, pero un pobre porcentaje de embasarse. Era conocido como un jugador defensivo deficiente, y jugó principalmente como bateador designado en los dos últimos años de su carrera. A pesar de su éxito en el campo, Bell tuvo una relación de amor-odio con los fanes de Toronto, particularmente en sus últimos años ya que su pobre defensa llegó a eclipsar el poder de su bate. Después de ser abucheado por un error, le dijo a los medios de comunicación que los fanes podrían "kiss my purple butt (besar mi culo morado)." Al día siguiente apareció un letrero en el jardín izquierdo (en la posición de Bell) que decía "George, we are behind you all the way (George, estamos detrás de ti todo el camino)."
El 28 de mayo de 1989, mientras que con los Azulejos, Bell conectó un cuadrangular decisivo en una victoria 7-5 sobre los Medias Blancas de Chicago en el último partido de la Major League jugado en el Exhibition Stadium. Bell también bateó un jonrón en el primer juego en el nuevo estadio de los Azulejos, el SkyDome (ahora el Rogers Centre), el 5 de junio de ese año.
George Bell está consagrado en el nivel 400 del Rogers Centre donde se encuentra el "Level of Excellence", dedicado a los jugadores que han tenido un impacto significativo como miembros de los Azulejos de Toronto. Comparte el honor con Tony Fernández, Joe Carter, Cito Gaston, Pat Gillick, Dave Stieb, Tom Cheek, Roberto Alomar y Paul Beeston.